# Banābād
Banābād (persiska: بناباد, بَنا آباد, Banāābād) är en ort i Iran.   Den ligger i provinsen Västazarbaijan, i den nordvästra delen av landet, 500 km väster om huvudstaden Teheran. Banābād ligger 1 068 meter över havet och antalet invånare är 609.
Terrängen runt Banābād är huvudsakligen kuperad. Banābād ligger nere i en dal. Runt Banābād är det ganska tätbefolkat, med 80 invånare per kvadratkilometer. Närmaste större samhälle är Sīser, 10,6 km öster om Banābād. Trakten runt Banābād består till största delen av jordbruksmark.